# Koh-i-Noor
Koh-i-Noor, též Koh-i-noor, Kohinoor, Koh-e Noor nebo Koh-i-Nur (v perštině کوہ نور‎ [Kóh-e núr], v telugštině కోహినూరు, v překladu Hora světla) je bezbarvý diamant o aktuální hmotnosti 105,6 karátů (21,12 gramů). Je součástí britských korunovačních klenotů.

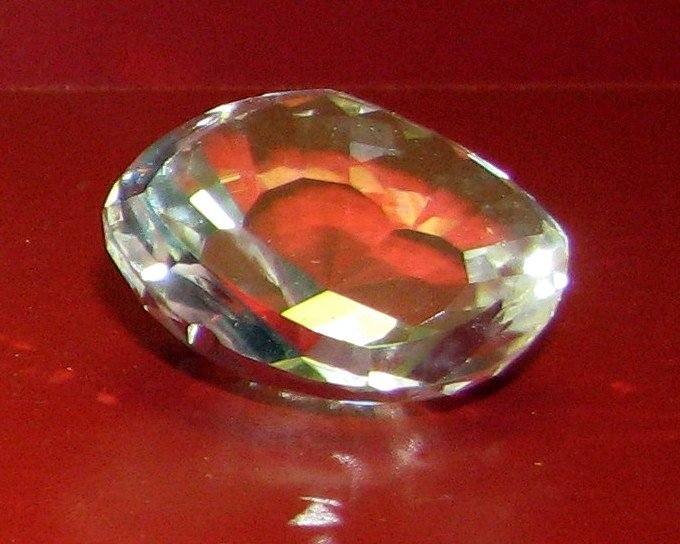
Skleněná replika diamantu Koh-i-Noor po 1. vybroušení
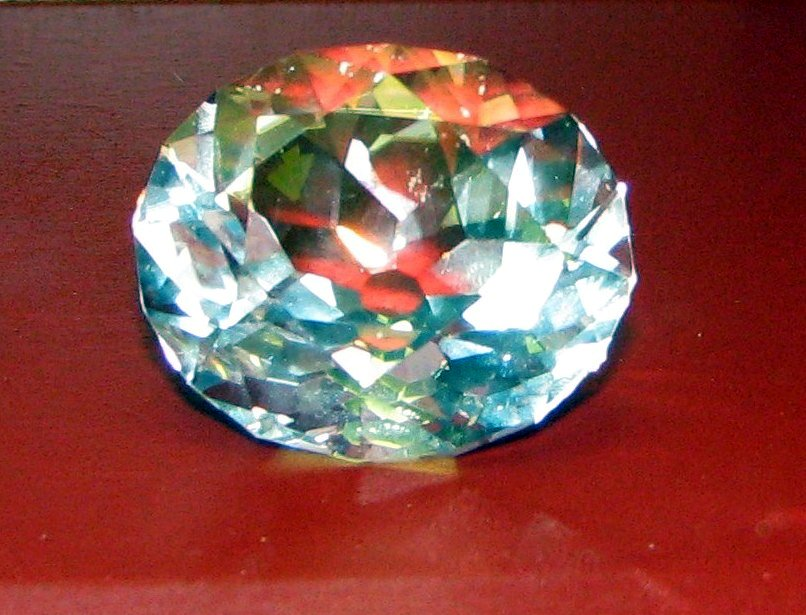
Skleněná replika po vybroušení z roku 1852

## Historie
V indické mytologii se vyskytují příběhy o bozích hádajících se o velké krásné kameny. Tomuto bájemi opředenému diamantu bývá připisována historie starší čtyř tisíců let.
Diamant Koh-i-Noor byl nalezen v roce 1655 v Ándhrapradéši, v dole. Jeho vlastníci se střídali, byli to různí asijští dobyvatelé. Po vyplenění Dillí Nádirem Šáhem v roce 1739 byl diamant pojmenován svým současným názvem Koh-i-Noor, poté byl odvezen do Isfahánu v nynějším Íránu. V roce 1747 (po zavraždění perského šáha) byl diamant odevzdán Ahmadu Šáhovu Durrání, který se prohlásil králem celého Afghánistánu, a kámen převezl do Kábulu – tam diamant zůstal až do roku 1813. V roce 1813 Šáh Šudža odevzdal kámen Rádžítu Singhovi z Láhauru. V roce 1849 dobyli Angličané Paňdžáb a diamant Koh-i-noor odvezli pod přísnou vojenskou ochranou do Londýna. Dne 3. července 1850 byl kámen odevzdán královně Viktorii.

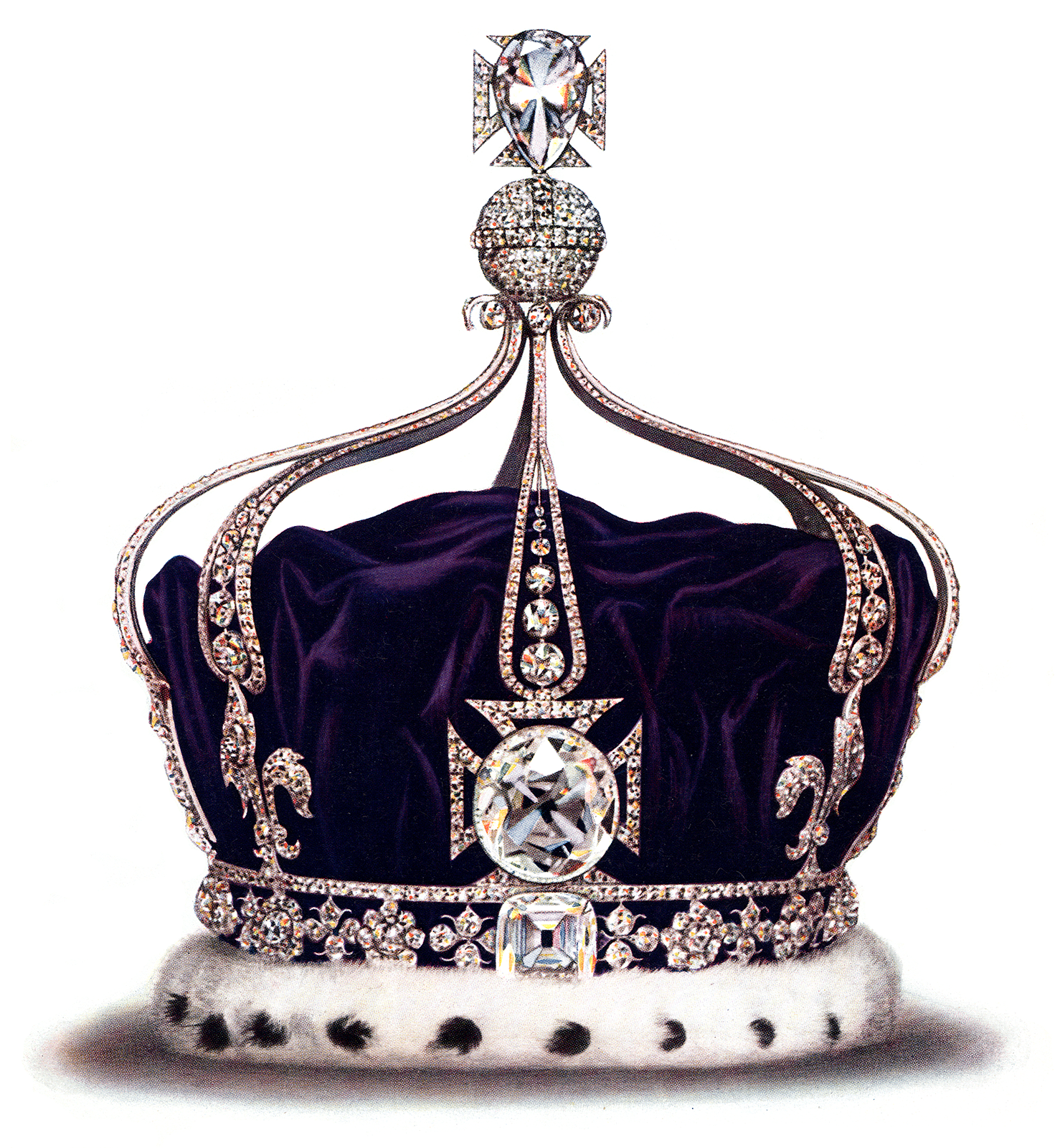
Diamant Koh-i-Noor v kříži koruny královny Mary

V roce 1851 byl diamant hlavním lákadlem návštěvníků světové výstavy, tam byl poprvé představen evropské veřejnosti. V roce 1852 byl nedokonalý kámen svěřen slavné londýnské klenotnické firmě Garrard k přebroušení. Brusič byl přivezen z Amsterodamu a zadaná práce mu trvala 38 dní. Koh-i-Noor byl přebroušen do tvaru rozety, plošší, než mívá diamantový brus. Tím se zmenšil z původních 186 na 105,6 karátů (21,12 gramů). Koh-i-Noor patří mezi nejkrásnější diamanty světa díky brilanci, čistotě a stylu vybroušení. Dnes je součástí britských korunovačních klenotů, kdy je usazen v koruně pro královnu choť. Prve v koruně královny Mary, později v nové koruně, která byla použita při korunovaci Jiřího VI. kdy jí byla korunována manželka Alžběta. Ta ji měla naposledy na hlavě při korunovaci dcery Alžběty II. Koruna byla na rakvi královny matky při pohřbu v roce 2002. Jak bylo potvrzeno, korunou bude korunována i Kamila Anglická, ovšem bez slavného diamantu. Na její výslovné přání bude, vzhledem ke své kontroverzi, Koh-i-Noor z koruny vyjmut a nahrazen jinými diamanty, které s oblibou nosila královna Alžběta II., např. jako brože.

## Kontroverze vlastnictví
Diamant není ani největší, ani nejcennější na světě. Přecházel od jednoho dobyvatele k druhému a na jeho vlastnictví si činí nároky kromě Indie i Afghánistán a Pákistán. Britská nadvláda Indie skončila v roce 1947, požadavek na vrácení diamantu byl vznesen poprvé v roce 1953 a spory o vlastnictví jsou vedeny i v 21. století. V červenci 2010 David Cameron při návštěvě Indie řekl o vrácení diamantu: „Pokud řeknete ano jednomu, najednou zjistíte, že Britské muzeum bude prázdné.“